# Les Timbes de Sòl de Riu
Les Timbes de Sòl de Riu, o simplement Les Timbes, són un seguit de platges i cales del municipi d'Alcanar (Montsià) situades al nord de la desembocadura de riu de la Sènia, al límit amb el País Valencià, que s'allarguen des de la platja de Sòl de Riu fins a la platja de l'Estanyet. Són cales de còdols, presidides per penya-segats rogencs, a les que s'hi accedeix a través de baixadors amb escales, o bé travessant les roques. Pel seu alt valor natural i paisatgístic inalterat, tant per la seva flora com per la seva fauna, aquestes platges han rebut el guardó de 'platges verges' que atorga el Grup Ecologista de Tarragona i l'Ebre d'Ecologistes en Acció de Catalunya (GETE-EeAC).

## La Platjola
La Platjola és una de les platges que conformen Les Timbes. Declarada també 'platja verge', és l'única de la zona d'Alcanar que admet gossos. Està senyalitzada i disposa d'una paperera, que conté un dispensador de bosses, per dipositar els excrements dels animals.